# Bertrice Small
Bertrice Small (9. prosince 1937, Mannhattan – 24. února 2015, Southold) byla americká spisovatelka a nejprodávanější autorka historických a erotických románů podle New York Times. Velkou část života strávila na Long Islandu v New Yorku se svým manželem Georgem Smallem. Byla členkou The Authors Guild, Romance Writers of America, PAN a PASIC.

## Životopis

### Osobní život
Bertrice Small se narodila jako Bertrice Williams na Manhattanu 9. prosince 1937. Její rodiče byli David a Doris Williamsovi, kteří pracovali v obchodním oddělení televizní produkce. Bertrice Small navštěvovala dívčí školu St. Mary's vedenou anglikánskými jeptiškami v Peekskill v New Yorku. Později nastoupila na Western College for Women v Ohiu, ale školu nedokončila a přešla na Katharine Gibbs College, školu pro sekretářky v Providence na Rhode Islandu, po jejímž absolvování pracovala jako sekretářka v reklamních agenturách.
5. října 1963 se Bertrice Small provdala za George Smalla, se kterým žila dlouhých 49 let až do jeho smrti v roce 2012. Spolu měli syna Thomase Davida, který měl 4 děti - Chandlera, Coru, Sophii a Evana. Více než 30 let žila v nejstarší anglické osadě v New Yorku, na východním konci Long Islandu.
Bertrice Small zemřela 24. února 2015 ve věku 77 let v Southold v New Yorku.

### Kariéra spisovatelky
Její kariéra spisovatelky započala koncem 60. let 20. století. Prvního úspěchu se však Bertrice Small dočkala až o deset let později, kdy se v roce 1978 prosadila s knihou Kadin, sultánova žena. Od roku 1978 napsal více než 50 románů, včetně žánrů historické, fantasy a erotické romance. Mezi její romány patří také Otrokyně lásky a série Letopisy z hranice, Skye O'Malleyová a Dědičky Skye O'Malleyové .
Bertrice Small, autorka bestsellerů podle New York Times, se objevil také na dalších seznamech bestsellerů, včetně těch v Publishers Weekly, USA Today a Los Angeles Times. Byla držitelkou mnoha ocenění, včetně Nejlepší historické romance (Best Historical Romance) a Vynikající série historických romancí (Outstanding Historical Romance Series) a několika ocenění Reviewers Choice amerického časopisu Romantic Times. Získala také ocenění „Silver Pen“ magazínu Affaire de Coeur a čestné uznání od The West Coast Review of Books. V roce 2004 byla Bertrice Small oceněna časopisem Romantic Times cenou za celoživotní dílo za její přispění žánru.

### Série Cyra Hafisa
(Leslie Family Saga Series)
1. Kadin, sultánova žena (The Kadin, 1978)
2. Divoká láska (Love Wild and Fair, 1978)

### Samostatné romány
- Adora (Adora, 1980)
- Nepokořená (Unconquered, 1981)
- Milovaná (Beloved, 1983)
- Má čarodějka (Enchantress Mine, 1987)
- Divoká růže (The Spitfire, 1990)
- Čas lásky (A Moment in Time, 1991)
- Milovat znovu (To Love Again, 1993)
- Otrokyně lásky (The Love Slave, 1995)
- Ďábelská kráska (Hellion, 1996)
- Zrazená (Betrayed, 1998)
- Podvedený vévoda (Deceived, 1998)
- Nevinná (The Innocent, 1999)
- Vzpomínka na lásku (A Memory of Love, 2000)
- Půvabná vévodkyně (The Duchess, 2001)
- Dcery Dračího pána (The Dragon Lord's Daughters, 2004)

### Série Letopisy z hranice
(The Border Chronicles Series)
1. Nástrahy lásky (A Dangerous Love, 2006)
2. Nevěsta z hranice (The Border Lord's Bride, 2007)
3. Okouzlené srdce (The Captive Heart, 2008)
4. Pán z hranice (The Border Lord and Lady, 2009)
5. Divoška z hranice (The Border Vixen, 2010)
6. Pouta vášně (Bond of Passion, 2011)

### Série Skye O'Malleyová
(O'Malley Family Saga Series)
1. Skye O'Malleyová (Skye O'Malley, 1981)
2. Všechny sladké zítřky (All the Sweet Tomorrows, 1984)
3. Věčná láska (A Love for All Time, 1986)
4. To srdce mé (This Heart of Mine, 1988)
5. Láska znovu nalezená (alternativní název Nalezení ztracené lásky, Lost Love Found, 1989)
6. Divoká Jasmína (Wild Jasmine, 1992)

### Série Sága Wyndhamů
(Wyndham Family Saga Series)
1. Nebezpečná svůdnice (Blaze Wyndham, 1988)
2. Lásko, nezapomeň (Love, Remember Me, 1994)

### Série Dědičky Skye O'Malleyové
(Skye's Legacy Series)
1. Drahoušek Jasmína (Darling Jasmine, 1997)
2. Oslnivá láska (Bedazzled, 1999)
3. Osudem pronásledovaná (Besieged, 2001)
4. Intriky a láska (Intrigued, 2001)
5. Skotská nevěsta (Just Beyond Tomorrow, 2002)
6. Krásky (Vixens, 2003)

### Série Dědictví Friarsgate
(The Friarsgate Inheritance Series)
1. Rosamunda (Rosamund, 2002)
2. Ty jediný (Until you, 2003)
3. Philippa (Philippa, 2004)
4. Poslední dědička (The Last Heiress, 2005)

### Série Radosti
(Channel Pleasures Series)
1. Soukromá potěšení (Private Pleasures, 2004)
2. Zakázané radosti (Forbidden Pleasure, 2006)
3. Nenadálé radosti (Sudden Pleasures, 2007)
4. Nebezpečné radosti (Dangerous Pleasures, 2008)
5. Vášnivé radosti (Passionate Pleasures, 2010)
6. Provinilé radosti (Guilty Pleasures, 2011)

### Série Svět Hetar
(World of Hetar Series)
1. Lara (Lara, 2005)
2. Vzdálené zítřky (A Distant Tomorrow, 2006)
3. Pán soumraku (The Twilight Lord, 2007)
4. Čarodějka z Belmairu (The Sorceress of Belmair, 2008)
5. Královna stínů (The Shadow Queen, 2009)
6. Koruna osudu (Crown of Destiny, 2010)

### Série Dcery obchodníka s hedvábím
(The Silk Merchant's Daughters Series)
1. Bianca (Bianca, 2012)
2. Francesca (Francesca, 2013)
3. Lucianna (Lucianna, 2013)
4. Serena (Serena, 2015, v ČR dosud nepublikovaná)

### Sborníky ve spolupráci
- „Extáze“ ve stejnojmenné knize („Ecstasy“ in CAPTIVATED, 1999) - ve spolupráci s Theou Devine, Susan Johnson a Robin Schone
- „Výchova lady Lucindy“ ve stejnojmenné knize („Mastering Lady Lucinda“ in FASCINATED, 2000) - ve spolupráci s Theou Devine, Susan Johnson a Robin Schone
- „Probuzení“ ve stejnojmenné knize („The Awakening“ in DELIGHTED, 2002) - ve spolupráci s Nikki Donovan, Susan Johnson a Liz Madison
- „Zulejka a barbar“ v knize Darebáky zbožňuji („Zuleika and the Barbarian“ in I LOVE ROGUES, 2003) - ve spolupráci s Jane Bonander a Theou Devine